# Iñaki Soto Nolasko
Iñaki Soto Nolasko (Pamplona, 1975) és un periodista i director del diari Gara des del 30 de gener de 2011. Fins aleshores n'havia estat responsable de la secció d'opinió. És llicenciat en Filosofia i ha escrit diverses obres en aquest camp, així com una biografia de l'escriptor Miguel de Unamuno.

## Obra publicada
- Miguel Unamunokoa. Donostia: Elkarlanean, 2006. ISBN 84-9783-384-8.
- La última entrevista con la dirección de ETA. Tafalla: Txalaparta, 2019. ISBN 978-84-17065-78-2.